# Domicile conjugal
Domicile conjugal is een Franse film van regisseur François Truffaut uit 1970. Dit is de vierde film uit Truffauts Doinel-cyclus waarin acteur Jean-Pierre Léaud gestalte geeft aan Antoine Doinel.

## Verhaal
Antoine Doinel is getrouwd met Christine Darbon (Claude Jade van Baisers volés). Ze wonen in Parijs, in een appartement aan de binnenplaats van een oud pand. Christine geeft vioolles. Antoine ziet het niet meer zitten met zijn bloemen en gaat werken bij een Amerikaans, waterbouwkundig bedrijf. Daar wordt hij betaald om een beetje met bootmodellen te spelen. Ook hoort hij dat hij voor het eerst vader is geworden van een zoon. En hij ontmoet een bijzonder knappe Japanse, Kyoko. Antoine begint een verhouding met haar. Wanneer Kyoko haar minnaar een bos bloemen stuurt, krijgt Christine lucht van de zaak. Christine en Antoine gaan uit elkaar. Antoine merkt al snel dat hij zich verveelt met Kyoko, terwijl hij Christine alles kan vertellen.
Direct na de titelrol maakt Truffaut duidelijk hoe het ervoor staat met Antoine (Jean-Pierre Léaud) en Christine (Claude Jade): "Mag ik een kilo mandarijnen van u," vraagt Christine aan de groenteboer. "Alstublieft juffrouw." "Het is niet juffrouw, maar mevrouw"' meldt ze pinnig en trots. Voilà, de Doinels zijn bijna 'arrivés'.

## Rolverdeling
| Acteur            | Personage        |
| ----------------- | ---------------- |
| Jean-Pierre Léaud | Antoine Doinel   |
| Claude Jade       | Christine Doinel |
| Daniel Ceccaldi   | Lucien Darbon    |
| Claire Duhamel    | mevrouw Darbon   |
| Hiroko Berghauer  | Kyoko            |
| Silvana Blasi     | Silvana          |
| Daniel Boulanger  | Tenor            |
| Barbara Laage     | Monique          |
| Danièle Girard    | Ginette          |
| Jacques Jouanneau | Césarin          |
| Claude Véga       | de wurger        |
| Jacques Rispal    | mijnheer Desbois |
| Philippe Léotard  | de dronken kerel |

## Trivia
De Tati-acteur Jacques Cottin heeft een cameo als Monsieur Hulot.